# Historische Reisebeschreibungen des Verlages Rütten & Loening
Die historischen Reisebeschreibungen des Verlages Rütten & Loening sind eine nicht als solche gekennzeichnete deutschsprachige Buchreihe mit Reisebeschreibungen. Die belletristische Reihe mit deutschsprachigen Werken und Übersetzungen erschien im Ostberliner Verlag Rütten & Loening seit den 1950er Jahren bis 1990. Sie enthält Werke von Botkin, Bougainville, Chamisso, Dumas, Fontane, Grillparzer, Hamsun, Hartmann, Howells, Karamsin, Kennan, Kohl, Klostermann, Kraszewski, Lewald, Maupassant, Morier, Müller, Nerval, Pückler-Muskau, Rebmann, Rodenberg, Johanna Schopenhauer, Sienkiewicz, Venedey, Wasow und anderen. Zahlreiche Fachgelehrte haben an ihrem Erscheinen mitgewirkt.
Die folgende Übersicht erhebt keinen Anspruch auf Aktualität oder Vollständigkeit.

## Bände
- Wassili Botkin: Von den Pyrenäen bis Gibraltar. Briefe über Spanien.
- Adelbert von Chamisso: Reise um die Welt
- Alexandre Dumas: Reise durch Rußland
- Theodor Fontane: Jenseits des Tweed. Bilder und Briefe aus Schottland.
- Theodor Fontane: Jenseits von Havel und Spree: Reisebriefe.
- Knut Hamsun: Im Märchenland
- Moritz Hartmann: Tagebuch aus Languedoc und Provence
- William Dean Howells: Leben in Venedig
- Nikolai Karamsin: Briefe eines russischen Reisenden
- George Kennan: ...und der Zar ist weit – Sibirien 1885
- Johann Georg Kohl: Reise nach Dalmatien und Montenegro
- Karel Klostermann: Böhmerwaldskizzen
- Józef Ignacy Kraszewski: Reiseblätter
- James Justinian Morier: Reisen durch Persien
- Fanny Lewald: Italienisches Bilderbuch
- Guy de Maupassant: Reisen nach Nordafrika
- Wilhelm Müller: Rom, Römer und Römerinnen
- Gérard de Nerval: Frauen von Kairo
- Wunderliche und merkwürdige Reisen des Fernando Mendez Pinto; 
Horst Lothar Teweleit (Nachwort)
- Hermann von Pückler-Muskau: Reisebriefe aus Irland
- Georg Friedrich Rebmann: Holland und Frankreich in Briefen – geschrieben auf einer Reise von der Niederelbe nach Paris im Jahre 1796 und dem fünften der französischen Republik
- Reisebriefe deutscher Romatiker. Rudolf Walbiner (Hrsg.)
- Julius Rodenberg: Bilder aus dem Berliner Leben
- Johanna Schopenhauer: Reise nach England
- Henryk Sienkiewicz: Briefe aus Amerika
- Jakob Venedey: Reise und Rasttage in der Normandie
- Iwan Wasow: Im Schoße der Rhodopen